# Gwangsi-myeon
Gwangsi-myeon (koreanska: 광시면)  är en socken i Sydkorea.  Den ligger i kommunen Yesan-gun i provinsen Södra Chungcheong, i den centrala delen av landet, 110 km söder om huvudstaden Seoul.